# Паппо, Айзек
Айзек Паппо (англ. Isaac Pappoe; род. 20 декабря 2003, Аккра) — ганский футболист, полузащитник клуба «Ференцварош». Выступает на правах аренды в клубе «Данди Юнайтед».

## Карьера

### «Ашдод»

#### Начало карьеры
Воспитанник футбольной академии ганского клуба «Майти Виктори», откуда летом 2019 года футболист перешёл в ганский клуб «Голден Кик». На протяжении нескольких сезонов футболист был одним из основных игроков клуба, чем привлёк к себе внимание со стороны зарубежных клубов. В августе 2022 года футболист перешёл в израильский клуб «Ашдод», с которым подписал пятилетний контракт. Дебютировал за клуб футболист 8 августа 2022 года в матче Кубка Тото против клуба «Хапоэль» Тель-Авив, выйдя на замену на 60 минуте. Дебютный матч в чемпионате футболист сыграл 27 августа 2022 года против клуба «Секция Нес-Циона», выйдя на замену на 90 минуте. Затем футболист ещё несколько матчей провёл на скамейке запасных, на поле так и не выйдя.

#### Аренда в «Хапоэль» Ашдод
В сентябре 2022 года футболист на правах арендного соглашения присоединился к клубу «Хапоэль» Ашдод до конца сезона. Дебютировал за клуб футболист 21 сентября 2022 года в матче против клуба «Хапоэль» Афула, выйдя на поле в стартовом составе. Первым результативным действием за клуб футболист отличился 4 ноября 2022 года в матче против клуба «Хапоэль» Акко, отдав результативную передачу. Дебютный гол за клуб футболист забил 23 января 2023 года в матче против клуба «Хапоэль» Афула. На протяжении сезона футболист был одним из ключевых игроков клуба, за который отличился забитым голом и 3 результативными передачами, однако занял последнее место в турнирной таблице и тем самым клуб отправился в Лигу Алеф. По окончании срока арендного соглашения футболист покиунл клуб.

#### Аренда в «Арау»
В августе 2023 года футболист на правах арендного соглашения присоединился к швейцарскому клубу «Арау» до конца сезона. Дебютировал за клуб футболист 1 сентября 2023 года в матче против клуба «Стад Ньон», выйдя на замену на 63 минуте. Первым результативным действием за клуб футболист отличился 29 сентября 2023 года в матче против клуба «Виль», отдав голевую передачу. Дебютный гол за клуб футболист забил 3 ноября 2023 года в матче против клуба «Тун». На протяжении сезона футболист выступал за швейцарский клуб в роли одного из ключевых игроков, пропустив последние матчи сезона из-за прямого удаления, отличившись 2 забитыми голами и 5 результативными передачами. По итогу сезона футболист вместе с клубом завершил чемпионат на итоговом шестом месте. По окончании срока арендного соглашения футболист официально перешёл в швейцарский клуб.

### «Ференцварош»

#### Сезон 2024/25
В июне 2024 года сообщалось, что в услугах футболиста заинтересован швейцарский «Базель». В  начале июля 2024 года футболист был выкуплен венгерским «Ференцварошем» транзитом через швейцарский клуб «Арау», подписав четырёхлетний контракт. В расположение основной команды футболист присоединился в начале августа 2024 года со старта чемпионата. Дебютировал за клуб футболист 10 августа 2024 года в матче против клуба «Диошдьёр», выйдя на замену на 89 минуте. Однако в скором времени футболист стал оставаться на скамейке запасных, также не принимая участие в Лиги Европы УЕФА, где венгерский клуб выступал в общем этапе и стадии плей-офф. На протяжении всего сезона футболист оставался в клубе игроком скамейки запасных, результативными действиями не отличившись. Вместе с клубом футболист стал серебряным призёром Кубка Венгрии. По итогу сезона футболист вместе с клубом стал победителем чемпионата. Всего за сезон футболист успел провести за венгерский клуб 5 матчей во всех турнирах в начале сезона.

#### Аренда в «Данди Юнайтед»
В июне 2025 года сообщалось, что к футболист проявляет интерес шотландский клуб «Данди Юнайтед». В июле 2025 года футболист на правах арендного соглашения присоединился к шотландскому клубу, соглашение с которым было подписано джо конца сезона.

## Международная карьера
В сентябре 2020 года получил вызов на сборы сборной Ганы до 20 лет. В мае 2022 года снова вызвался в молодёжную сборную для участия в международном турнире в Тулоне. Дебютировал за сборную 30 мая 2022 года в матче против сверстников из Мексики, выйдя на замену на 88 минуте.

## Достижения
«Ференцварош»
- Чемпион Венгрии: 2024/25